# اتمار مرگنتالر
اُتمار مرگنتالر (Ottmar Mergenthaler) (زادهٔ ۱۱ می ۱۸۵۴ - درگذشتهٔ ۲۸ اکتبر ۱۸۹۹)، مخترعی آلمانی بود که به خاطر اختراع ماشین لاینوتایپ به او لقب گوتنبرگ دوم داده‌اند. ماشین لاینوتایپی که او ساخت اولین وسیله‌ای بود که با آن می‌شد خطوط کتاب‌ها و روزنامه‌ها را به آسانی و با سرعت با سرب قالب‌گیری کرد تا در چاپ پرسی به کار برده‌شوند. این ماشین، انقلابی در صنعت چاپ به‌وجود آورد.

## زندگی
مرگنتالر در ۱۱ می ۱۸۵۴ در شهر باد مرگنت‌هایم کشور آلمان زاده شد. او پسر سوم معلمی با نام یوهان گئورگ مرگنتالر بود. مرگنتالر پیش از مهاجرتش به آمریکا در ۱۸۷۲، به عنوان شاگرد ساعت‌ساز آموزش دید.
در سال ۱۸۷۶ از او خواستند تا اختراع ناموفق چارلز تی. مور را که برای تایپ بهتر برای روزنامه دستگاهی ساخته بود ارتقا داده و بهتر کند. مرگنتالر دریافت که دستگاه مور با روشی نادرست ساخته شده و خود دست‌به‌کار شد و دو سال بعد توانست ماشینی برای ریخته‌گری حروف و واژگان در کاردبورد بسازد. اگرچه تمام طرح‌ها و مدل‌های ساخته‌شده‌اش در یک آتش‌سوزی از بین رفت اما او ناامید نشد و دوباره کار روی ماشینش را از سر گرفت. در سال ۱۸۷۸ تابعیت مرگنتالر در ایالات متحده آمریکا پذیرفته شد.
سپس او توانست یک حامی مالی در نیویورک تریبون پیدا کند و در سوم ژوئیه ۱۸۸۶ مدلی کم‌وبیش قابل استفاده را بسازد. پس از ساخت این مدل، هنگامی که در قطار بود به این ایده رسید که وارد کردن حروف و ریخته‌گری حروف سربی را به‌طور همزمان در یک ماشین تایپ ترکیب کند. او مدلی از این دستگاه را در سال ۱۸۸۴ ساخت. در آغاز با کارهای او و ماشین تایپش مخالفت‌هایی شد اما سرانجام اختراع او موجب سربلندی خود و شرکتش شد. ماشین او بلافاصله در چاپخانهٔ نیویورک تریبیون به‌کار گرفته‌شد.
در آغاز این تنها شرکت لاینوتایپ مرگنتالر بود که چنین ماشین‌هایی تولید می‌کرد اما در سال ۱۹۱۴ شرکت دیگری با نام شرکت اینترتایپ نیز شروع به تولید این ماشین‌ها کرد.
مرگنتالر در سال ۱۸۹۹ در سن ۴۵ سالگی بر اثر بیماری سل در بالتیمور درگذشت.